# Orinoco - Prigioniere del sesso
Orinoco - Prigioniere del sesso è un film del 1980 diretto da Edoardo Mulargia e appartenente al genere Women in prison.
Un gruppo di avvenenti ragazze tenute prigioniere da un arrogante criminale per essere usate come schiave del sesso e nell'estrazione degli smeraldi viene salvato da alcuni aitanti rivoluzionari travestiti da soldati.